# Barry Goldberg
Barry Joseph Goldberg (Chicago, 25 dicembre 1942 – Los Angeles, 22 gennaio 2025) è stato un tastierista, cantautore e produttore discografico statunitense.

## Discografia

### Album
- 1966 - Blowing My Mind (Epic, LP; riedito in CD: Collectables and Acadia)
- 1968 - There's No Hole in My Soul (Buddah, LP; riedito in CD: One Way)
- 1969 - Two Jews Blues (Buddah, LP; riedito in CD: One Way)
- 1969 - Street Man (Buddah, LP)
- 1969 - Barry Goldberg and Friends (con Harvey Mandel e Mike Bloomfield, Record Man, LP)
- 1970 - Ivar Avenue Reunion (RCA 4442)
- 1971 - Blasts from My Past (Buddah, LP)
- 1973 - Blues from Chicago (con Harvey Mandel e Charlie Musselwhite, Cherry Red Records)
- 1974 - Barry Goldberg (ATCO Records, LP)
- 1976 - Barry Goldberg & Friends Recording Live (Buddah, LP)
- 1987 - Three for the Road (Varèse Sarabande, LP)
- 2002 - Stoned Again (Antone's Records/Texas Music Group, CD)
- 2003 - Live (Unidisc)
- 2006 - Chicago Blues Reunion (Music Avenue)

### Colonne sonore
•  Capitan America (Captain America), regia di Albert Pyun (1990)
- Return of the Living Dead 3 (con John Philip Shenale, SouthEast Records, CD) (1994)
- Pat, la mamma virtuale (Smart House), regia di LeVar Burton – film TV (1999)

### Singoli
- 1973 - (I've Got To Use) My Imagination